# Eatoniella roseola
Eatoniella roseola is een slakkensoort uit de familie van de Eatoniellidae. De wetenschappelijke naam van de soort is voor het eerst geldig gepubliceerd in 1915 door Tom Iredale.